# Sainte-Marie-de-Chignac
Sainte-Marie-de-Chignac (okzitanisch: Chinhac) ist eine Ortschaft und eine Commune déléguée in der französischen Gemeinde Boulazac Isle Manoire mit 594 Einwohnern (Stand: 1. Januar 2022) im Département Dordogne in der Region Nouvelle-Aquitaine. Die Einwohner werden Chignacois genannt.
Mit Wirkung vom 1. Januar 2017 wurde die ehemalige Gemeinde Sainte-Marie-de-Chignac als Commune déléguée an die Commune nouvelle Boulazac Isle Manoire angeschlossen. Die Gemeinde Sainte-Marie-de-Chignac gehörte zum Arrondissement Périgueux und zum Kanton Isle-Manoire.

## Geographie
Sainte-Marie-de-Chignac liegt etwa zehn Kilometer südöstlich von Périgueux am Fluss Manoire. 

## Bevölkerungsentwicklung
| Jahr                       | 1962 | 1968 | 1975 | 1982 | 1990 | 1999 | 2006 | 2013 |
| Einwohner                  | 281  | 268  | 275  | 301  | 391  | 458  | 541  | 585  |
| Quellen: Cassini und INSEE |      |      |      |      |      |      |      |      |

## Sehenswürdigkeiten
- romanische Kirche Notre-Dame aus dem 12. Jahrhundert, im 14. und 16. Jahrhundert umgebaut, Monument historique seit 1926/2003
- Schloss La Rolandie aus dem 18. Jahrhundert
- Kartause von Taboury

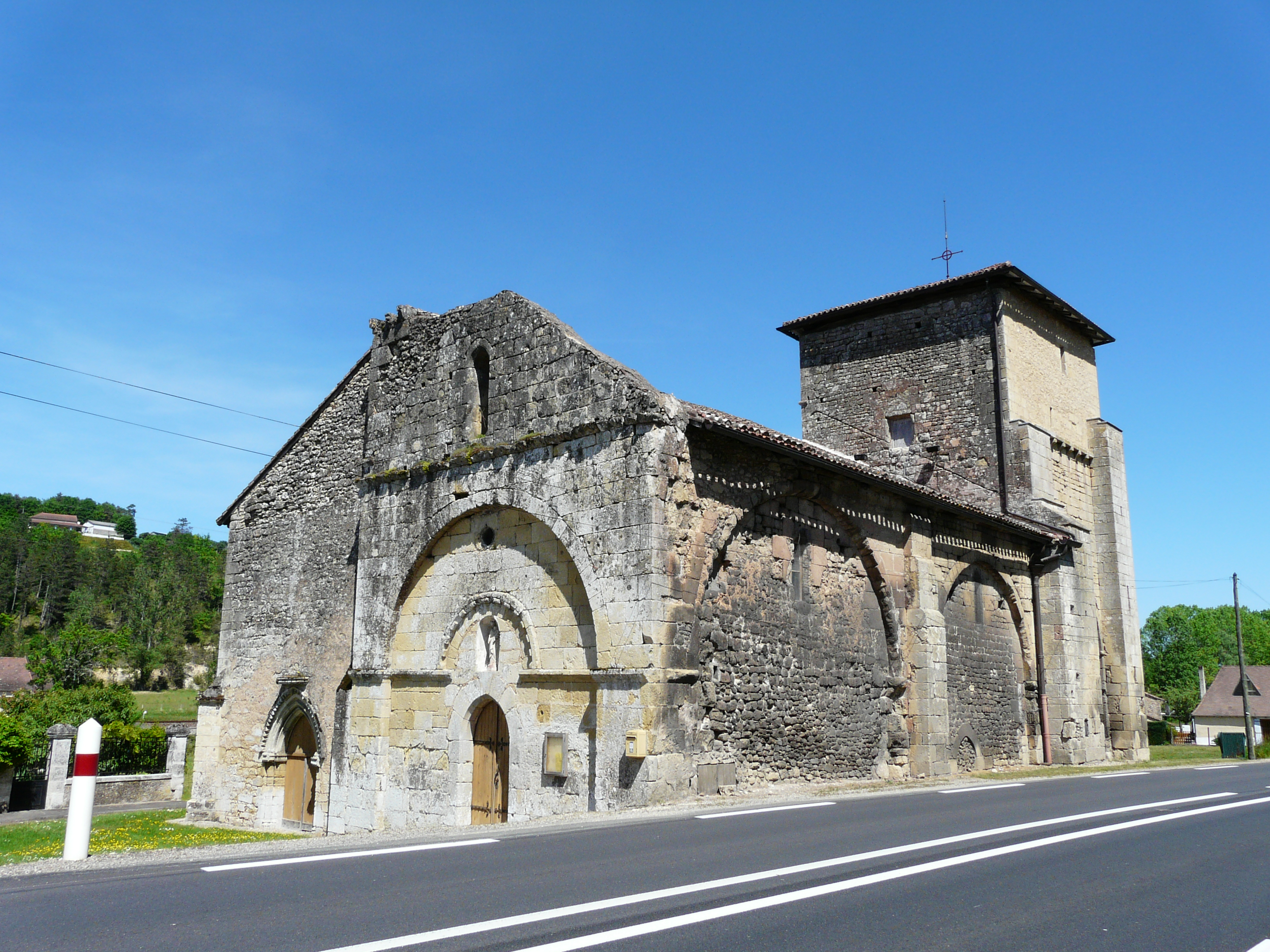
Kirche Notre-Dame
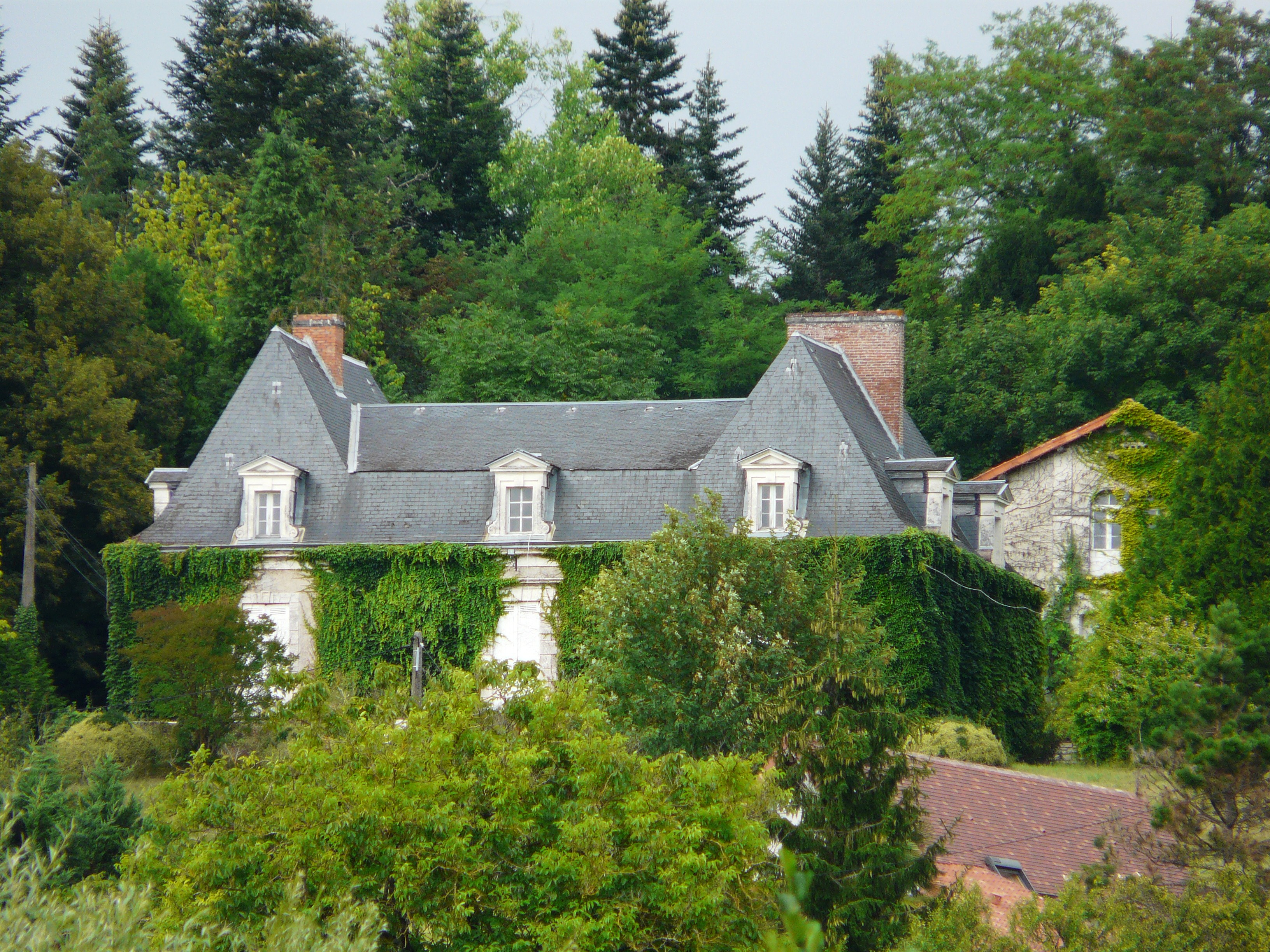
Schloss Rolandie
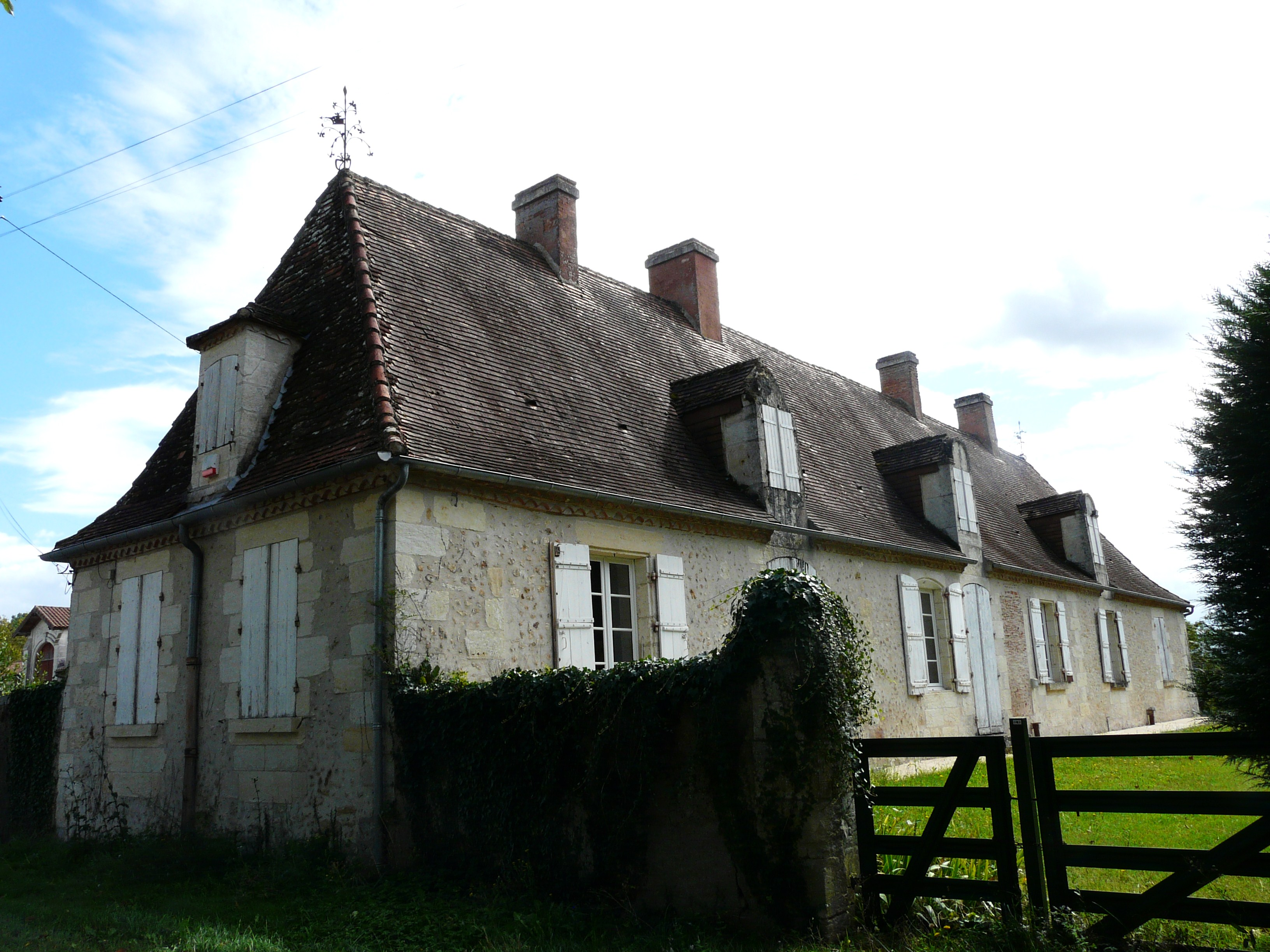
Kartause Taboury
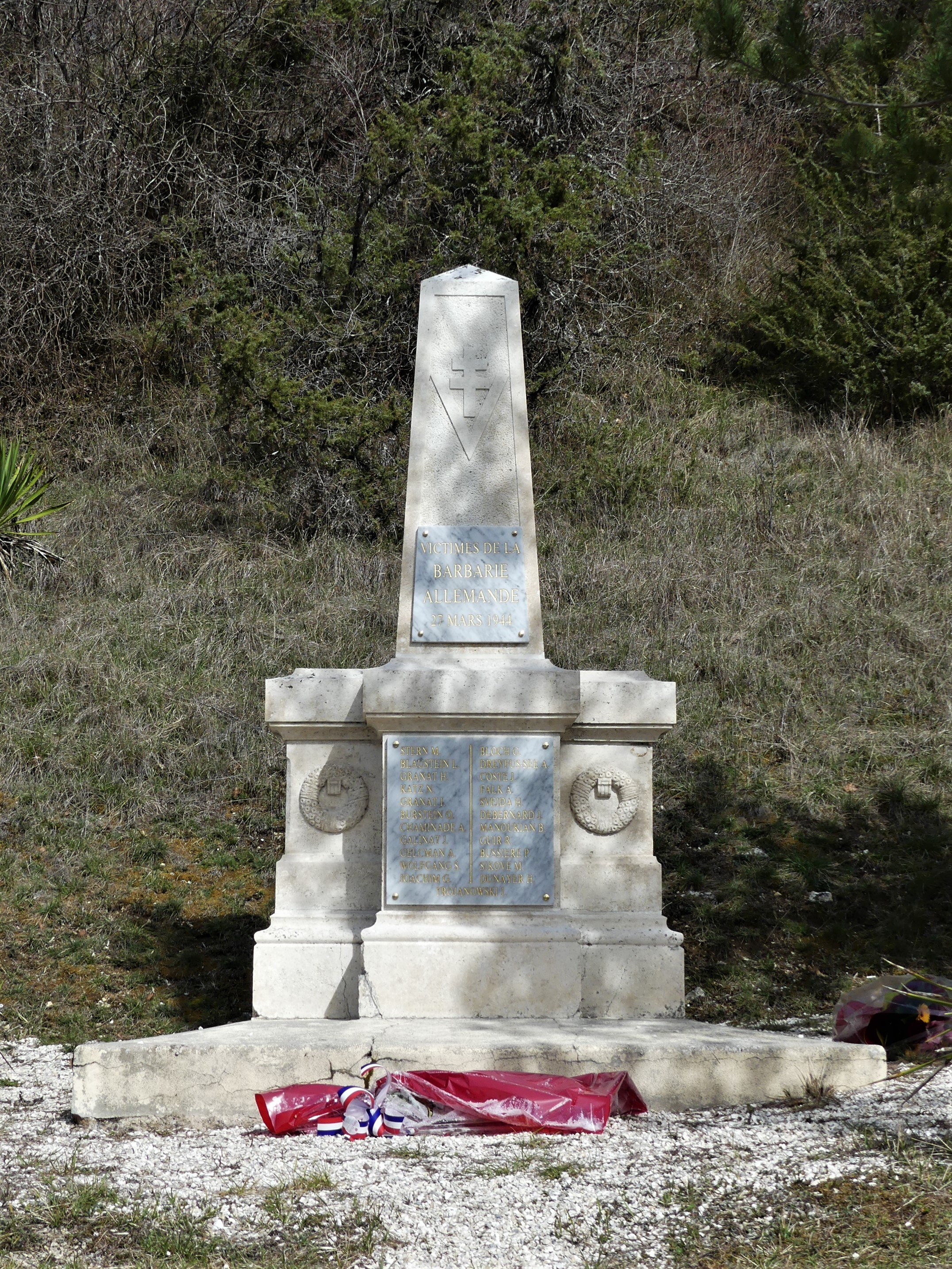
Gedenkstele für die 23 Geiseln, die am 27. März 1944 von den Deutschen erschossen wurden